# Наглер, Арнон
Арнон Наглер (ивр. ארנון נגלר‎; род. 25 февраля 1953, Хайфа, Израиль) — израильский врач и учёный, ведущий специалист по трансплантации костного мозга. Профессор медицины, директор комплекса гематологии, трансплантации костного мозга и банка пуповинной крови медицинского центра им. Хаима Шибы (Тель а Шомер).

## Биография
Родился в Израиле, в Хайфе, там же получил начальное и среднее образование. Закончит Еврейский университет в Иерусалиме в 1977 г.
Прошел специализацию в области внутренней медицины и гематологии в медицинском центре Рамбам (г. Хайфа). В 1986-1990 гг. проходил специализацию в области трансплантации костного мозга в Стэнфордском университете (США).
С отличием окончил магистратуру по клеточной биологии и гематологии в Тель-Авивском университете в 1984 г.
Является штатным профессором Тель-Авивского университета.

## Достижения в области медицины
Считается ведущим специалистом в области трансплантации костного мозга, обладает авторитетом в международных медицинских кругах.
Вместе с коллегами изобрел и внедрил современные виды трансплантации костного мозга после малых доз химиотерапии и после иммунотерапии. Эти методы произвели революцию в области трансплантации костного мозга. Они позволяют осуществлять трансплантацию больным в возрасте до 75 лет. 
Сфера научных и клинических интересов профессора Наглера включает трансплантацию костного мозга при онкологических заболеваниях крови, в том числе при лейкемиях, миеломах и лимфомах, а также иммунологическое лечение с применением естественных киллерных клеток (NK-клеток) и лечение лейкозов по методике CTL019.
Профессор Наглер первым в Израиле выполнил трансплантацию пуповинной крови в 1994 г. В 1996 г. основал при медицинском центре Шиба первый в Израиле банк пуповинной крови. Сейчас этот банк является обладателем трех престижных международных сертификатов: Американской ассоциации банков крови (American Association of Blood Banks - AABB), Национальной программы донорства костного мозга (The National Marrow Donor Program - NMDP) и Фонда аккредитации клеточной терапии (Foundation for the Accreditation of Cellular Therapy - FACT-NetCord).
Профессор Наглер является председателем Израильского общества трансплантации костного мозга. Он состоит в Американском обществе гематологии, в Американской ассоциации банков крови, в Международном обществе трансплантации костного мозга и в других организациях.

## Награды
За годы своей работы профессор Наглер получил множество наград, включая премию Национальной программы донорства костного мозга (The National Marrow Donor Program - NMDP). В феврале 2004 г. он был удостоен награды Американского общества трансплантации крови и костного мозга (American Society For Blood and Marrow Transplantation - ASBMT).

## Публикации
Является автором около 400 научных статей и 40 глав в учебниках и монографиях. Состоит во многих международных комитетах, союзах, редакционных советах международных журналов. Консультирует компании биотехнологий. Получил более 40 грантов от правительства Израиля, научных ассоциаций, фондов и фармацевтических компаний на исследования в области гематоонкологии.

## Семья
Женат, есть дети и внуки.